# La buona civetta
La buona civetta (The Probation Wife) è un film muto del 1919 diretto da Sidney Franklin. Prodotto da Joseph M. Schenck e Norma Talmadge, il film fu interpretato dalla stessa Talmadge e da Thomas Meighan, Florence Billings, Alec B. Francis, Walter McEwen, Amelia Summerville.

## Trama
Sposa e madre felice, Josephine Mowbray consola un'amica, moglie infelice di un marito donnaiolo, raccontandole la propria storia: cresciuta nei bassifondi, era stata allevata in una bettola dove le avevano insegnato a derubare i clienti. Una sera, il famoso romanziere Harrson Wade e Nina, la sua fidanzata, entrano nel locale mentre stanno visitando quel quartiere malfamato. Fiducioso nell'innocenza di Josephine, Harrison le dà una somma sufficiente per lasciare quel posto e rifarsi una vita, ma il denaro le viene confiscato dal suo tutore. Dopo un'irruzione della polizia nel locale, Josephine viene mandata in riformatorio da dove, però, la ragazza riesce a fuggire. Dopo qualche tempo, Josephine e Harrison si rivedono: lui è stato lasciato da Nina che gli ha preferito un uomo molto ricco. Rimasto solo, concorda con Josephine una patto che offrirà a lei una casa e dei bei vestiti: loro due si sposeranno "in bianco", ovvero, il loro sarà un matrimonio platonico, che permetterà a Josephine di non dover tornare in riformatorio. Passati alcuni mesi, i due potranno poi divorziare. Ma le cose vanno diversamente: il matrimonio di Nina si è rivelato un disastro e lei comincia a perseguitare Harrison. Un amico di Harrison, Huntley McMerton, aiuta allora Josephine a far ingelosire il marito che cade nella trappola, finendo finalmente per dichiarare il suo amore alla moglie. Adesso Josephine consiglia all'amica, per conquistare di nuovo il marito, di usare lo stesso metodo che, all'epoca, aveva adoperato lei.

## Produzione
Il film fu prodotto dalla Norma Talmadge Film Corporation.
Venne girato nella Dining Room del Claridge Hotel, a Manhattan albergo che, secondo la pubblicità, apparve per la prima volta sullo schermo.

## Distribuzione
Il copyright del film, richiesto dalla Norma Talmadge Film Corp., fu registrato il 3 marzo 1919 con il numero LP13471.
Distribuito dalla Select Pictures Corporation, il film uscì nelle sale cinematografiche statunitensi il 24 maggio 1919. In Italia, distribuito dalla Selznick Pictures nel marzo 1924, ottenne il visto di censura 19356.
Copia incompleta della pellicola (positivo 35 mm mancante del secondo rullo) si trova conservata negli archivi della Library of Congress di Washington e un'altra (un positivo in nitrato in due rulli a 35 mm) in quelli del George Eastman Museum di Rochester.